# Корпорація зла

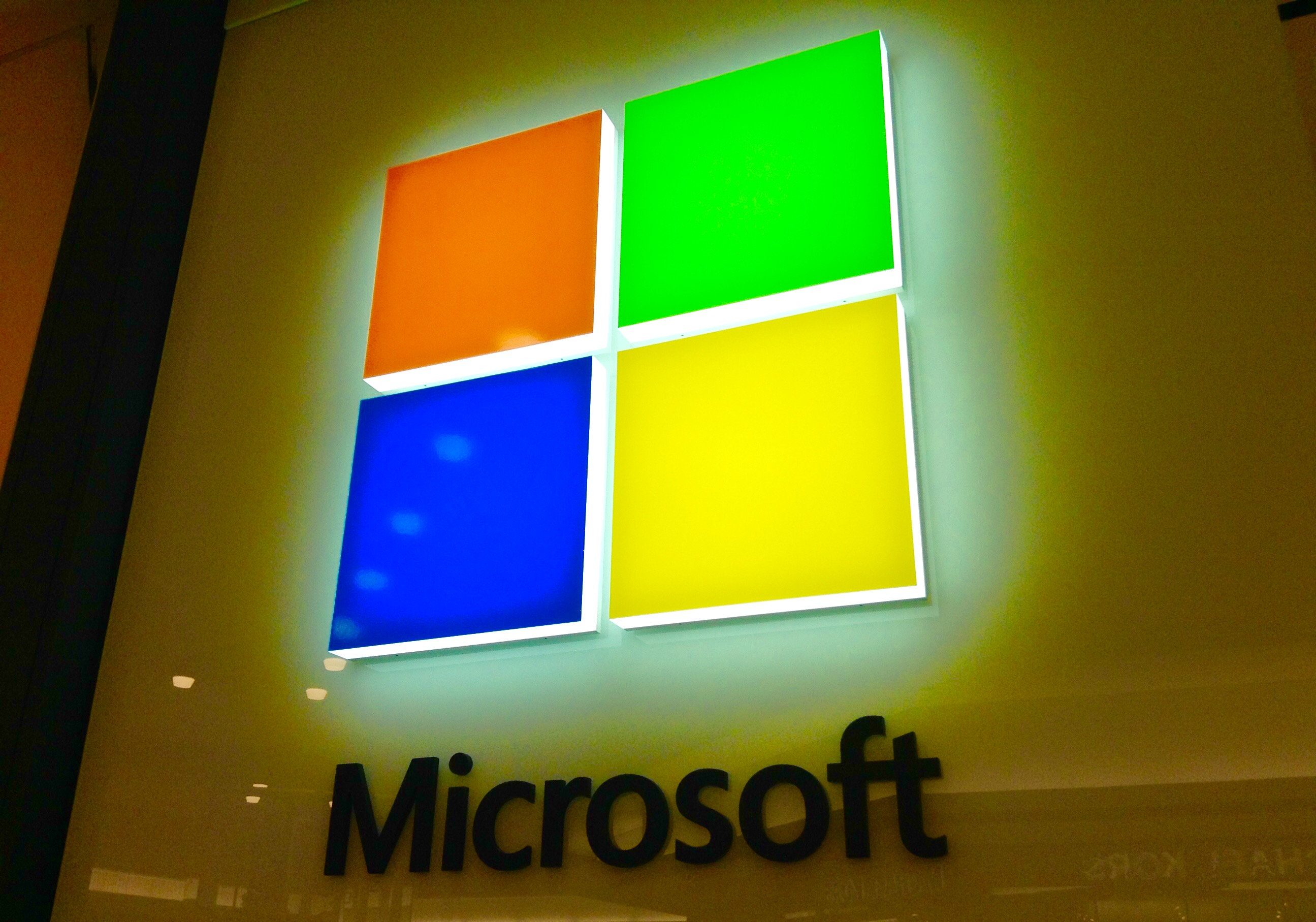
Компанія «Майкрософт» є чудовим прикладом корпорації зла через свою нищівну політику усунення конкурентів та монополізацією на ринку.

Корпорація зла — це термін, який використовується для опису підприємств, які вважаються шкідливими або аморальними через свої дії та вплив на суспільство, навколишнє середовище та інших учасників ринку.

## Ознаки корпорації зла
Серед таким можна виділити наступні:
1. Зловживання владою: Корпорації зла можуть використовувати свій значний вплив та ресурси для отримання переваги над іншими суб'єктами, іноді на шкоду суспільству або конкурентам. Вони можуть використовувати лобіювання, політичний вплив і навіть корупцію для досягнення своїх цілей.
2. Ігнорування соціальної та екологічної відповідальності: Корпорації зла можуть порушувати соціальні та екологічні стандарти, ігноруючи етичні принципи та відповідальність перед суспільством. Вони можуть спричиняти забруднення довкілля, дискримінацію на робочому місці, експлуатацію працівників та інші негативні наслідки.
3. Швидкоздобутковий підхід: Корпорації зла можуть пріоритетизувати максимізацію прибутків найшвидшим способом, ігноруючи довгострокові наслідки своєї діяльності та не дбаючи про інтереси споживачів, клієнтів або загального блага.
4. Вплив на політику: Такі корпорації можуть використовувати свої ресурси для впливу на політичний процес, фінансово підтримуючи кандидатів або групи, які сприяють їхнім інтересам. Це може викликати викривлення законодавства та політичних рішень.

## Корпоративні обвинувачення
Деякі реальні корпорації були звинувачені в тому, що вони є злими. Щоб захиститися від таких звинувачень, Google одного разу прийняв офіційний девіз «Не будь злим» (англ. Don't be evil), хоча питання про те, чи справді його дотримувалися, було предметом дискусій — критики звинувачували компанію в «злих» діях, таких як таємний збір даних і порушення приватності клієнтів. Згодом девіз був вилучений з кодексу поведінки.
The New Yorker писав, що «багато активістів, які захищають права споживачів харчових продуктів, вважають Monsanto (яка згодом об'єдналася з компанією Bayer) безумовно злою корпорацією».
Журнал «Дебати про корпоративну соціальну відповідальність» (англ. The Debate over Corporate Social Responsibility) писав: «Для багатьох споживачів Wal-Mart слугує прототипом корпорації зла, але рекордна кількість людей купує в магазинах за низькими цінами».
В Японії комітет журналістів і правозахисників щорічно присуджує «корпоративну малинову нагороду», відому як «Найзліша корпорація року» (також відома як «Нагорода чорної компанії»), компанії «з культурою надмірної праці, дискримінації та утисків».